# Fredrik Claesson
Fredrik Claesson (* 24. November 1992 in Stockholm) ist ein schwedischer Eishockeyspieler, der seit Juli 2022 beim HK ZSKA Moskau aus der Kontinentalen Hockey-Liga (KHL) unter Vertrag steht und dort auf der Position des Verteidigers spielt. Zuvor verbrachte er zehn Jahre in der National Hockey League (NHL) und lief dabei für die Ottawa Senators, New York Rangers, Carolina Hurricanes, New Jersey Devils, San Jose Sharks und Tampa Bay Lightning auf.

## Karriere
Fredrik Claesson begann seine Karriere als Eishockeyspieler in der Nachwuchsabteilung des Haninge HF. Von dort wechselte er in die Nachwuchsabteilung von Hammarby Hockey, für dessen Profimannschaft er in der Saison 2007/08 zu zwei Einsätzen in der HockeyAllsvenskan, der zweiten schwedischen Spielklasse, kam. Anschließend ging der Klub in Konkurs und der Verteidiger schloss sich dem Stadtrivalen Djurgårdens IF an, bei dem er zunächst nur im Juniorenbereich spielte. In der Saison 2010/11 gab er sein Debüt für die Profimannschaft von Djurgårdens IF in der Elitserien. In seinem Rookiejahr erzielte er in insgesamt 42 Spielen zwei Tore und eine Vorlage. In der folgenden Spielzeit stieg er mit seiner Mannschaft in die HockeyAllsvenskan an. Er selbst unterschrieb jedoch einen Vertrag bei den Ottawa Senators aus der National Hockey League (NHL), die ihn im NHL Entry Draft 2011 in der fünften Runde als insgesamt 126. Spieler ausgewählt hatten. Mit Beginn der Saison 2012/13 spielte er zunächst für deren Farmteam Binghamton Senators in der American Hockey League (AHL), bevor er in der Spielzeit 2015/16 für Ottawa in der NHL debütierte.
Nach sechs Jahren in der Organisation der Senators erhielt er nach der Saison 2017/18 keinen weiterführenden Vertrag, sodass er sich im Juli 2018 als Free Agent den New York Rangers anschloss. In gleicher Weise wechselte er im September 2019 zu den Carolina Hurricanes. Diese setzten ihn allerdings ausschließlich in der AHL bei den Charlotte Checkers ein, bevor er zur Trade Deadline im Februar 2020 samt Janne Kuokkanen und einem konditionalen Viertrunden-Wahlrecht im NHL Entry Draft 2020 an die New Jersey Devils abgegeben wurde. Im Gegenzug erhielten die Hurricanes Sami Vatanen. In New Jersey beendete der Schwede die Saison 2019/20, erhielt jedoch keinen weiterführenden Vertrag. Als Free Agent wurde er schließlich im Januar 2021 von den San Jose Sharks unter Vertrag genommen. Diese gaben ihn nach vier Partien im April 2021 an die Tampa Bay Lightning ab und erhielten im Gegenzug Nachwuchs-Torhüter Magnus Chrona. Die Lightning gewannen in den folgenden Playoffs 2021 erneut den Stanley Cup, jedoch bestritt der Schwede nur zwei Partien der regulären Saison und kam in der post-season nicht zum Einsatz, sodass er sich nicht für die Gravur auf der Trophäe qualifizierte.
Anschließend verließ Claesson Nordamerika nach zehn Jahren und kehrte nach Europa zurück, wo er sich dem HK ZSKA Moskau aus der Kontinentalen Hockey-Liga (KHL) anschloss. Mit dem Armeesportklub gewann er im Frühjahr 2023 den Gagarin-Pokal.

### International
Für Schweden nahm Claesson an der U18-Junioren-Weltmeisterschaft 2010 sowie der U20-Junioren-Weltmeisterschaft 2012 teil. Bei der U18-WM 2010 gewann er mit seiner Mannschaft die Silber-, bei der U20-WM 2012 die Goldmedaille.

## Erfolge und Auszeichnungen
- 2010 Silbermedaille bei der U18-Junioren-Weltmeisterschaft
- 2012 Goldmedaille bei der U20-Junioren-Weltmeisterschaft
- 2023 Gagarin-Pokal-Gewinn und Russischer Meister mit dem HK ZSKA Moskau

## Karrierestatistik
Stand: Ende der Saison 2023/24

### International
Vertrat Schweden bei:
- U18-Weltmeisterschaft 2010
- U20-Weltmeisterschaft 2012

(Legende zur Spielerstatistik: Sp oder GP = absolvierte Spiele; T oder G = erzielte Tore; V oder A = erzielte Assists; Pkt oder Pts = erzielte Scorerpunkte; SM oder PIM = erhaltene Strafminuten; +/− = Plus/Minus-Bilanz; PP = erzielte Überzahltore; SH = erzielte Unterzahltore; GW = erzielte Siegtore; 1 Play-downs/Relegation; Kursiv: Statistik nicht vollständig)